# S102 (Nijmegen)
De stadsroute 102 (S102) is een stadsroute in de Nederlandse stad Nijmegen. Begin november 2013 verschenen rondom het Quackplein de eerste verwijzingen naar deze route vanaf het stadscentrum richting Weurt en Beuningen. De route loopt vanaf het Keizer Karelplein parallel aan de S101 tot aan het Quackplein en takt dan af via de Tunnelweg, Marialaan, en Industrieweg naar het Industrieplein waar aansluiting is op de S100. Op 24 november 2013 werd de route in gebruik gesteld.